# تهريج طبي
التهريج الطبي هو أحد مجالات الطب البديل المستعمل في المؤسسات الطبية، فيه يقوم مهرجون مختصون باستخدام الإضحاك والفكاهة لتحسين وضع المرضى.

## تاريخ
باتش آدمز هو أول مهرج طبي عمل في المستشفيات عام 1970، وتم تصوير فلم يعبر عن اهميه التهريج الطبي ويصور قصه باتش آدامز عام 1998.
أول عمل لمهرجين طبيين مهنيين في المستشفيات كان عام 1986 في إطار تجمع سرك التفاحة الكبيره للتهريج الطبي (the big apple circus clown care unit ) الذي انشئ علي يد ميشيل كريستنسين (Michael Christensen) في نيو يورك .
برامج التهريج الطبي تعمل اليوم في كل من استراليا، نيوزيلاندا،الولايات المتحده، بريطانيا ، كندا، اسرائيل، جنوب افريقيا، هونج كونج، البرازيل وفي جميع انحاء اوروبا .